# Ilse Liebens

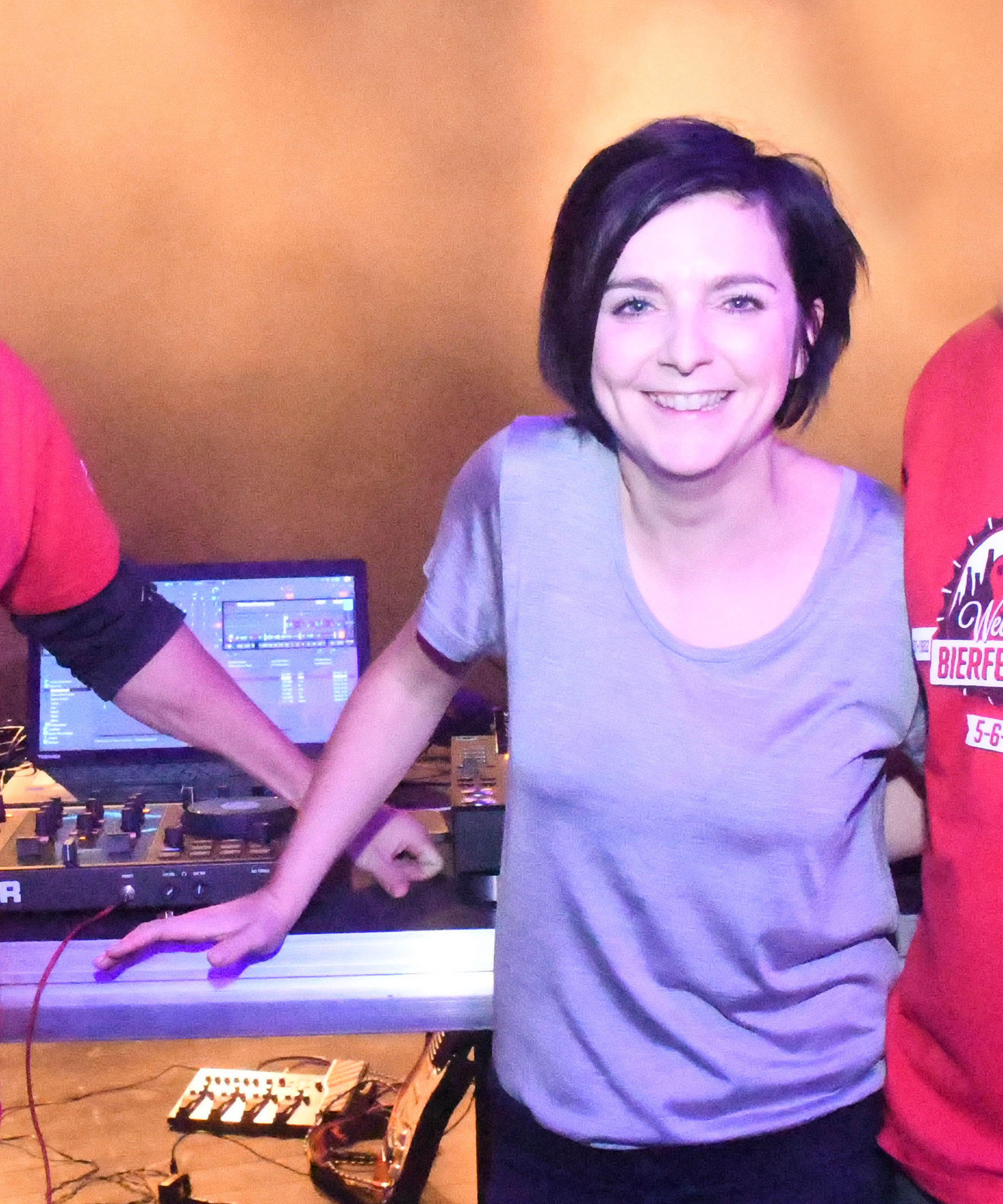
als DJ tijdens de Weerdse Bierfeesten Rock Rally in Zemst

Ilse Liebens (Sint-Truiden, 17 juli 1979) is een Vlaamse presentatrice op Radio 1. Ze had ook eerder programma's op JIMtv, Studio Brussel, Nostalgie en was journalist voor de krant Het Belang van Limburg.
Na haar middelbare studies doet Ilse mee aan het toelatingsexamen van Grafische Vormgeving. Uiteindelijk wordt ze niet goed genoeg bevonden, waardoor ze kiest voor de studierichting Journalistiek. In 2001 studeert ze af en begint ze te werken voor de cultuurpagina's van Het Belang van Limburg.
Als JIMtv in 2001 wordt opgericht, wordt Ilse redactrice voor de zender. In het after-schoolprogramma met Gerrit De Cock brengt ze het nieuws van de dag. Ze was de eerste presentatrice in Vlaanderen die tijdens het presenteren haar neuspiercing inhield. Inmiddels draagt ze die piercing niet meer.
Haar eerste grote presentatieopdracht voor de zender is in 2001 het programma Festivalitis!, waarin ze de grote Vlaamse zomerfestivals afschuimt en de optredende artiesten interviewt. Ze wordt de vaste presentatrice van het programma, dat elke zomer te zien is op JIMtv. Vervolgens presenteerde ze het programma The Marquee, een programma waarin alternatiever ingestelde bands een podium krijgen.
Begin 2005 mag Ilse het programma Stella Artois Download Chart presenteren. Het programma ging mee met de actuele downloadtrend, zij het dan op een legale manier.
Van 2004 tot 2015 presenteerde Ilse ook op Studio Brussel. In de zomer 2005 werd ze de vervanger van Wim Oosterlinck toen hij op zomervakantie ging en mocht ze de hele zomer zijn ochtendprogramma overnemen. Na die zomer was Ilse een van de vaste presentatrices van Music@Work en later van het weekendprogramma De Maxx. Ze was daarnaast radiocoach bij MaxHa!, de voormalige Hasseltse jongerenradio van hit fm.
In 2015 maakte ze de overstap naar Nostalgie, waar ze samen met Dave Peters het programma The Breakfast Club presenteerde.
In de zomer van 2017 keerde ze terug naar de VRT, waar ze tijdens de zomer van start ging met het programma La La Liebens op Radio 1. In 2023 presenteerde ze op Radio 1 Friday On My Mind.
Op JIMtv presenteerde ze Humo’s TOP 20, een hitlijst samengesteld door de lezers van het tijdschrift Humo, alsook de Puur Belgisch Chart, een chart met enkel muziek die gemaakt is door Belgische artiesten.
In de loop der jaren maakte Ilse ook reportages voor het programma Pop & Showbizz News, wat eveneens te zien was op JIMtv.
Ze bleef bij JIMtv totdat de zender eind 2015 werd stopgezet.